# 17e à 15e millénaires avant le présent
30e à 26e millénaires AP |
25e à 21e millénaires AP |
20e à 18e millénaires AP |

17e à 15e millénaires avant le présent
 |
XIIe millénaire av. J.-C.|
XIe millénaire av. J.-C.|
Xe millénaire av. J.-C.|
Cet article traite de l'histoire évolutive de la lignée humaine entre 17 000 et 14 000 ans avant le présent (AP).

## Évènements
- De 18 000 à 13 000 ans avant le présent (AP) : tardiglaciaire. Début de réchauffement après la glaciation de Würm. Montée assez lente du niveau marin (20 mètres entre 18 000 et 13 000 AP[1]).
- Entre 18 000 et 12 000 ans AP : aridité en Afrique et en Australie[2].
- Entre 17 000 et 15 000 AP : gravures de Qurta, gravures d'animaux retrouvées près d'Edfou dans la vallée du Nil, datées de plus de 15 000 ans (âge estimé entre 17 000 et 20 000 avant le présent) ; elles prouvent l'existence d'un art paléolithique africain similaire à l'art paléolithique européen[3].
- 16 000 AP : première occupation du site de Roonka Flat, près de Blanchetown, sur la Murray River, en Australie, daté de 16 000 ans avant le présent[4].
- Avant 15 000 AP : dans le bassin du Darling en Australie, des hommes récoltent le millet sauvage dont ils broient les graines avec des meules de pierre. La farine obtenue est cuite pour donner une sorte de pain[5].
- 14 500 à 11 700 AP : refroidissement brusque du climat au Dryas récent liée à la modification des courants de l'Atlantique Nord par l'eau douce venue de la fonte de l'inlandsis laurentidien couvrant l'Amérique du Nord[6].

### Amérique
- 18 000 ans AP : occupation humaine attestée du site de Cactus Hill, près de Richmond en Virginie, témoignage de la présence d'une population pré-Clovis en Amérique du Nord[7].

- Entre 17 000 et 15 000 ans AP : occupation humaine en Amérique du Nord à Meadowcroft (Pennsylvanie)[8]. Les sites de Cactus Hill, Meadowcroft et Miles Point dans le Maryland livrent de petites pointes bifaciales triangulaires sans cannelures, datés entre 19 000 et 12 000 ans, qui seraient plus anciennes que celles de la culture Clovis[9].
- 17 000 ± 400 ans AP : phase finale du site de Pedra Furada (niveau C, phase « Pedra Furada IV ») ; du foyer ayant fourni cette dernière date provient une pierre portant semble-t-il des vestiges de colorant rouge[10].
- Entre 16 000 et 12 600 ans AP : le grand nombre de sites côtiers de l'Alaska au Chili et la glottochronologie plaident pour un peuplement de l'Amérique par cabotage à partir de la Béringie par des peuples maîtrisant la navigation, maîtrise attestée par le site de l'Île Cedros, à 100 km au large de la Baja California, daté de 12 600 ans AP[9].
- 15 700 AP : objets de pierre des grottes de Bluefish près de Old Crow dans le Yukon : assemblages de « micro-lames » insérées dans des sillons creusés dans des pointes d'os pour faire des têtes d'épieux. D'autres sites de la région ont également été datés entre 13 700 et 13 100 ans[11]. Cette technique est originaire de Sibérie et vieille de 30 000 ans, ce qui confirme les migrations par le détroit de Béring.

- 15 000 à 14 500 AP : occupation probable du site de Wilson Butte Cave (en), près de Twin Falls, en Idaho ; des os associés à un outillage lithique sont datés de 12 500 à 13 000 av. J.-C.[12].
- 15 000-8 000 AP : occupation humaine du site de Huaca Prieta au Pérou[13].
- 14 500 AP : village du paléolithique récent à Monte Verde II, dans le Chili méridional, bien conservé dans les tourbières, daté de 14 500 avant le présent[14] ; restes de poutres en bois, d'objets, de nourriture et de médicaments. Il suggère une bonne connaissance de la région par ses habitants. Huttes rectangulaires, larges de 3 à 4,5 mètres et tendues de peaux de mastodontes sur une structure en bois, braseros d'argile (chauffage), restes de 27 plantes médicinales, travail du bois, bâtons et mortiers de bois, pommes de terre, chasse du mastodonte et de gibiers plus petits avec des lances de bois de 2,3 mètres, grattoirs de pierre montés sur manche (travail des peaux et du bois), hachereaux, bifaces.
- Entre 14 200 ± 300 et 12 980 ± 85 AP : occupation humaine à Taima-Taima au Venezuela. Restes de faune pléistocène (mastodonte, amerhippus (en), glyptodon, haplomastodon (en), megatherium), associés à des galets aménagés et à une pointe bifaciale « El Jobo » fichée dans un os de mastodonte[10].
- 14 200 AP : présence humaine attestée à Pikimachay au Pérou, phase Ayacucho ; des restes osseux de faune pléistocène éteinte (cheval, camélidé, édenté géant) datés de 14 200 ± 180 ans avant le présent sont associés à des outils en os, des pointes de projectiles, des grattoirs, un poinçon et des percuteurs, ainsi que des pièces lithiques d'assez grande taille (choppers et racloirs)[15],[16].

### Asie

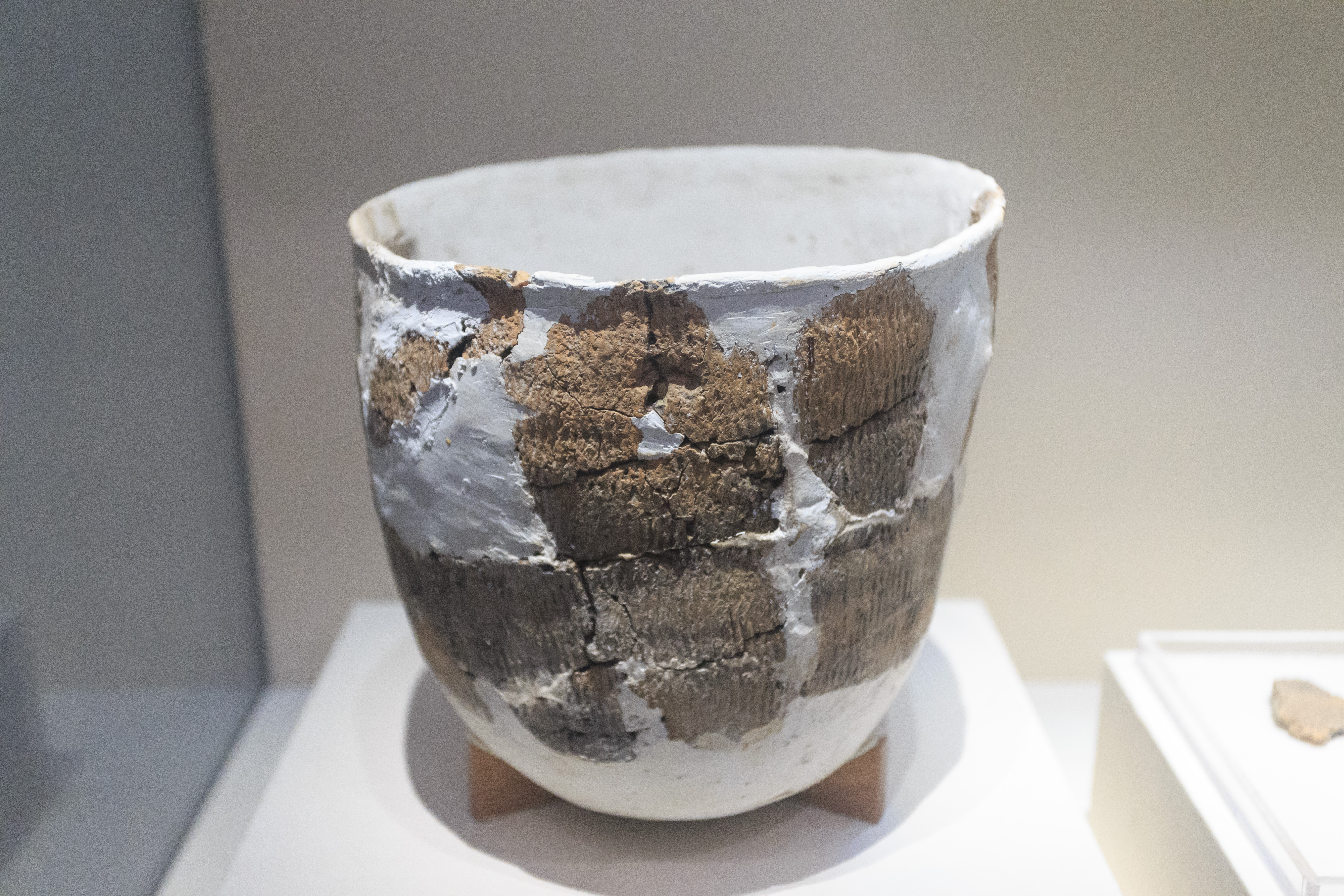
Poterie de la grotte de Xianren, Musée national de Chine.

- Entre 18 300 à 14 440 ans AP : poteries de la grotte de Yuchanyan dans le Hunan en Chine du Sud, parmi les plus anciennes connues avec celles de la grotte de Xianren[17].
- 18 000 ans AP : homme de Minatogawa représenté par quatre squelettes de l'île d'Okinawa au Japon[18], datant de 16 000 à 14 000 ans av. J.-C. Ils sont parmi les plus anciens squelettes complets d'homme moderne retrouvés en Asie de l'Est.
- 18 000-17 000 ans AP : figurine anthropomorphe d'argile de Maininskaya en Sibérie, un des premiers objets de terre cuite[8].

- Entre 18 000 et 14 000 AP : période 0 au Proche-Orient : Kébarien dans le Levant (site de Ein Gev 1) entre 16 000 et 12 000 av. J.-C. Les sites retrouvés sur la côte, mais aussi à l'intérieur (vallée du Jourdain) et jusque dans les oasis de régions actuellement inhospitalières comme le Néguev et le désert de Syrie (Palmyre, El Kowm), sont toujours de petite taille et devaient servir de station pour des chasseurs-cueilleurs sans doute itinérants. Zarzien dans le Zagros (grottes de Zarzi, de Shanidar et de Palegawra)[19]. Méthodes de taille de pierre du Paléolithique supérieur final. La croissance générale de la population en Asie du Sud-Ouest pendant l'Épipaléolithique (vers 17 000-15 000 AP) favorise la tendance à la sédentarisation des collecteurs saisonniers de céréales sauvages[20]

Fragments de céramique découverts à Odai Yamamoto I.

- 16 500 AP : des fragments de céramique découverts sur le site d'Odai Yamamoto et datés de 14 500 av. J.-C. marquent le début de la période Jōmon au Japon. Ils sont associés avec un outillage lithique du Paléolithique final ou Proto-Jōmon[21].
- 16 000-14 000 AP : entre 14 000 et 12 000 av. J.-C., le radoucissement climatique déclenche, au Proche-Orient, dans la zone du croissant fertile, l'extension des céréales sauvages et le développement de la steppe à chêne et pistachiers[22]. Au Sinaï et à Kharaneh, en Jordanie, les sites du Kébarien géométrique (15 000-12 500 av. J.-C.) livrent des mortiers pour broyer les céréales et les premières maisons, très isolées. Les habitations sont rondes et semi enterrées[23].

- 14 500-11 500 AP : Homme de Maludong ou « Homme du Cerf rouge », caractérisé par plusieurs fossiles du genre Homo découverts dans le Guangxi en Chine dans la grotte de Maludong en 1989 et la grotte de Longlin en 1979. Ils appartiendraient à une espèce distincte d'Homo sapiens, présentant un mélange de caractères archaïques et modernes, apparemment disparue sans avoir contribué au patrimoine génétique des humains modernes. Il pourrait s'agir d'hybrides d'hommes modernes avec des Dénisoviens, où d'une population ancienne d'Homo erectus qui aurait survécu[24].
- De 15 350 à 14 050 AP : tessons de céramique, utilisée pour servir de récipient par les peuples Jomons, retrouvée sur le site de la grotte de Fukui, près de Nagasaki au Japon. Ils sont datés de 15 350 à 14 050 avant le présent et associés à des microlithes[21].

### Europe

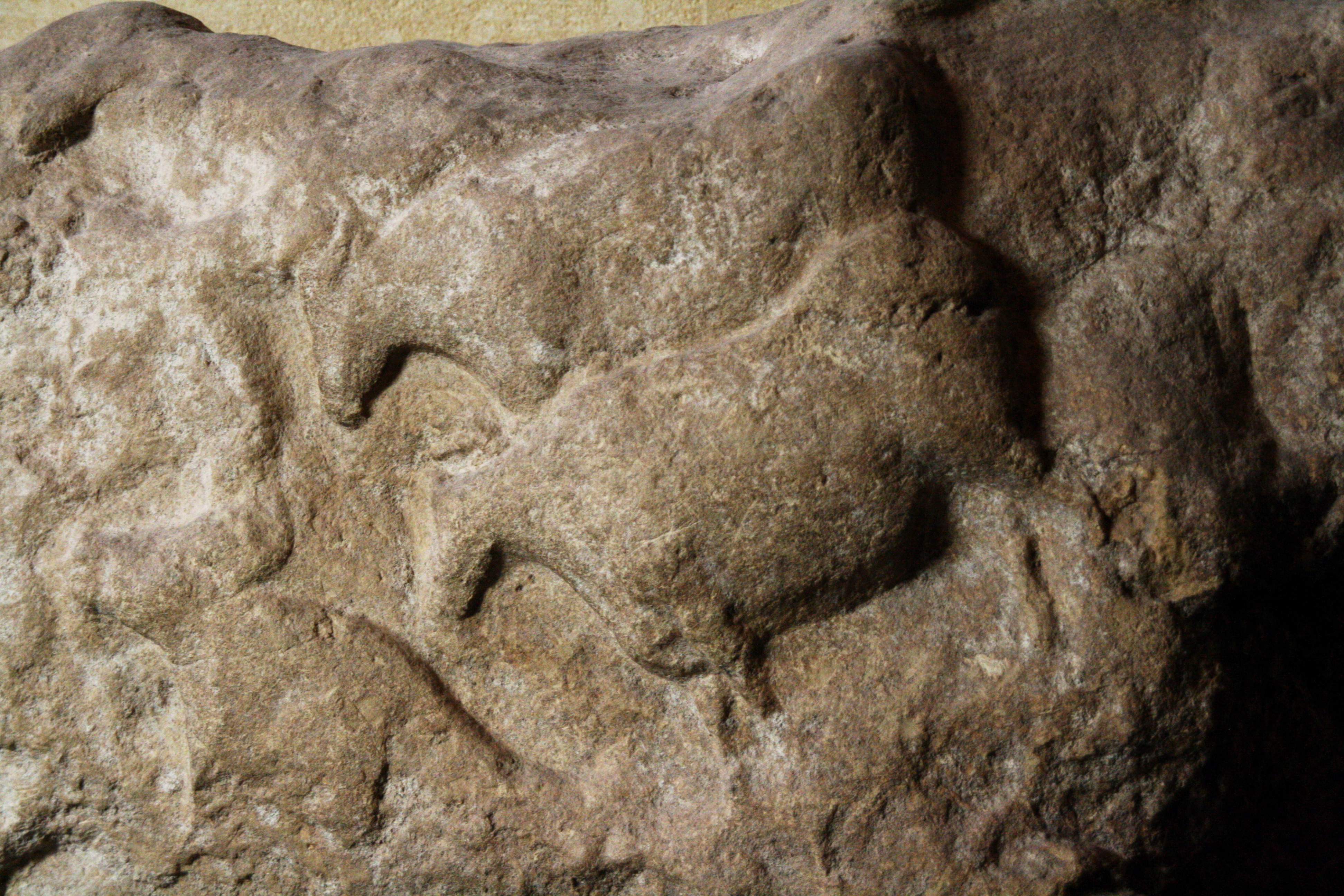
Aurochs en bas-relief trouvé au Fourneau-du-Diable.

- 18 000 ans AP : date moyenne des sculptures monumentales en bas-relief sur blocs rocheux. Sites solutréens du Roc-de-Sers (Charente) et du Fourneau-du-Diable (Dordogne[25]).

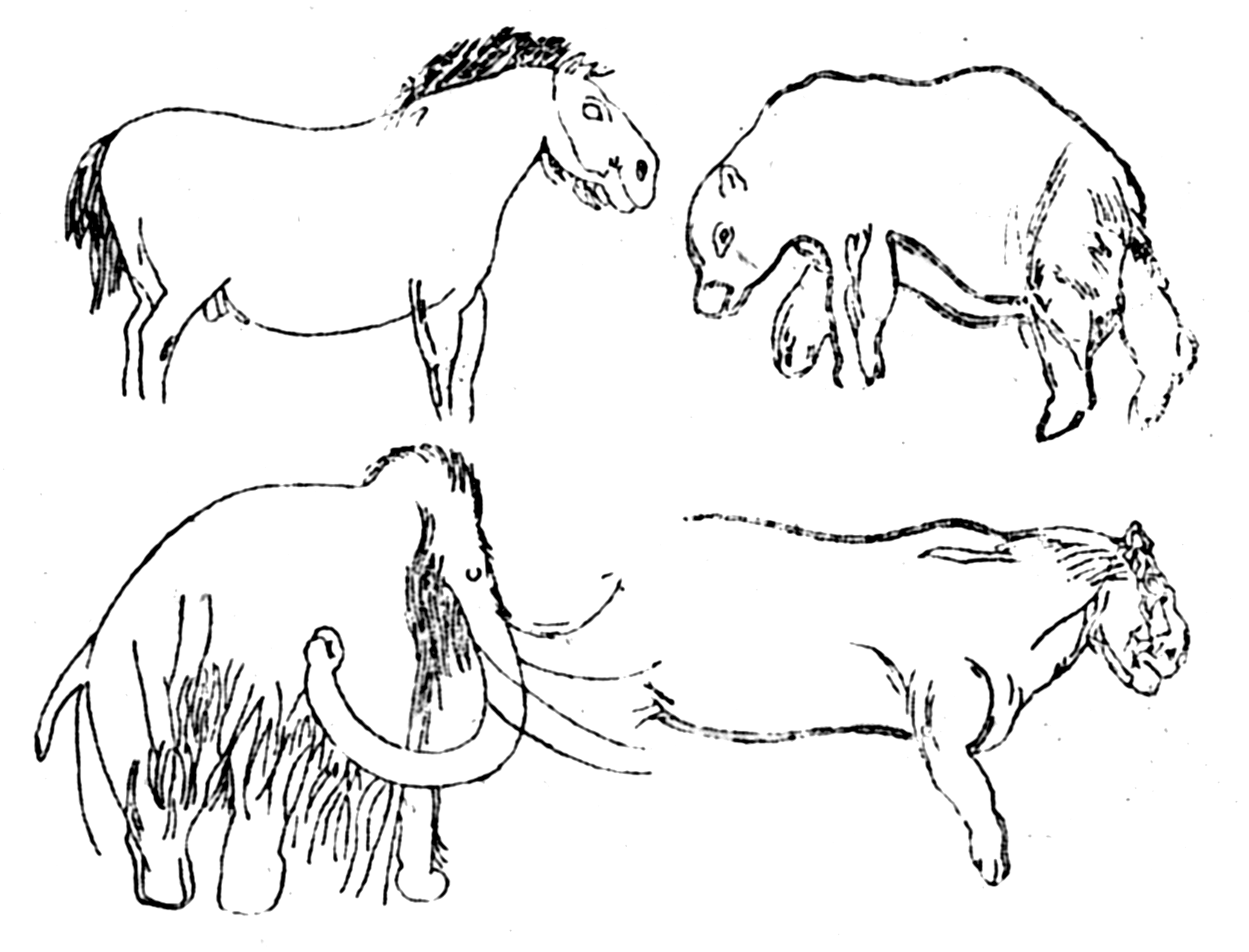
Gravures de la grotte des Combarelles (cheval sauvage, ours des cavernes, mammouth, lion des cavernes).

- Entre 17 000 et 12 000 AP : développement des cultures magdaléniennes (industrie osseuse et qualité des œuvres d'art mobilier ou pariétal)[26]. L'industrie lithique se miniaturise (microlithes). Innovation dans l'utilisation des matières osseuses : baguettes demi-rondes, destinées à être associées par deux, pointes de sagaies, foënes et hameçons (pêche), harpons à une ou deux rangées de barbelures, propulseurs, bâtons percés transformés en objets d'art mobilier par la sculpture et la gravure. Des os plats sont découpés en forme de têtes d'animaux et perforés sans doute pour être utilisés comme éléments de parure.
- Vers 16 000 AP : sépulture de Saint-Germain-de-la-Rivière, sur la rive droite de la Dordogne. Une jeune femme est inhumée avec une parure de coquillages percés et soixante-dix canines de cerfs percées[27].

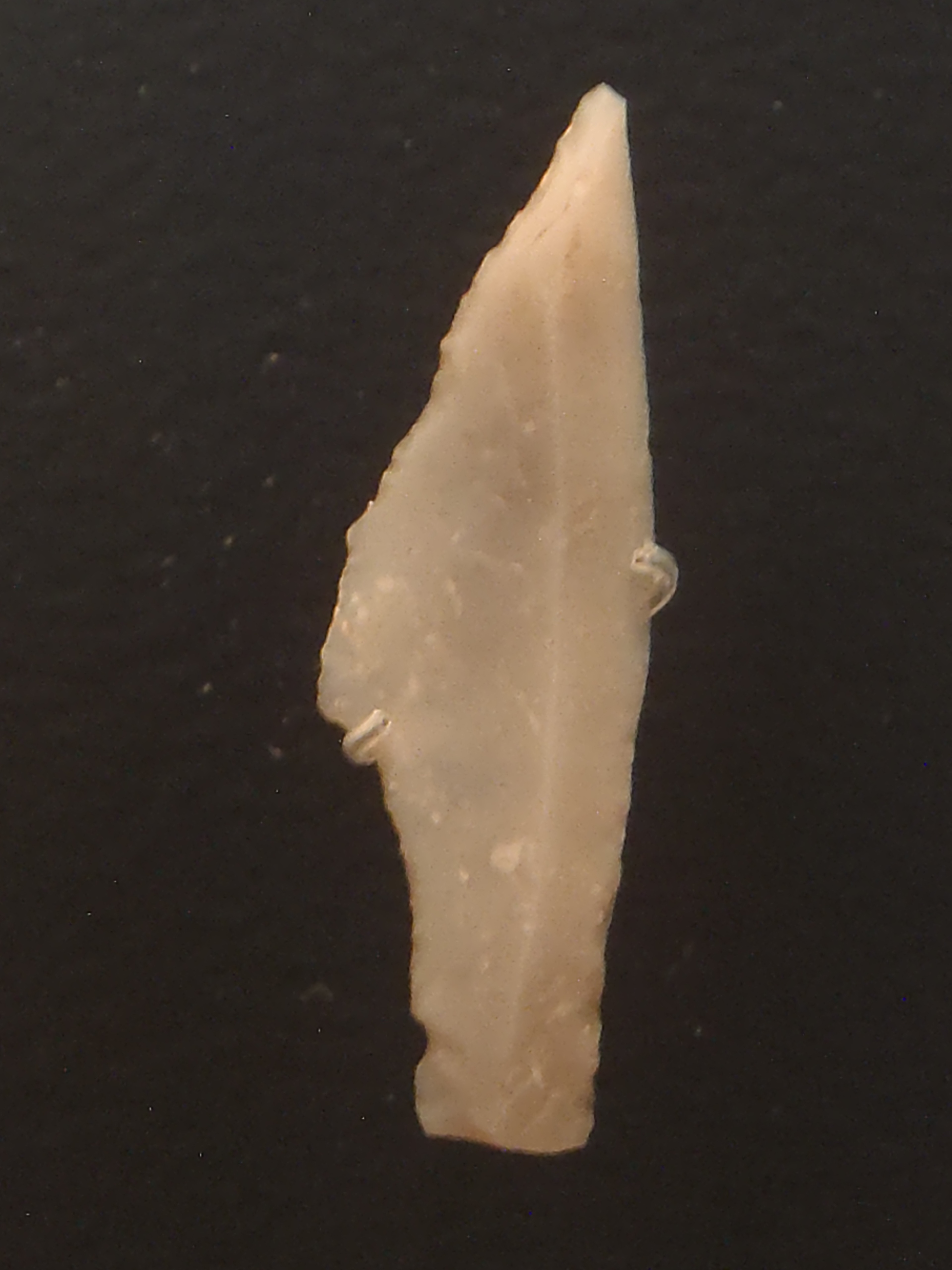
Pointe de silex de la culture de Hambourg, site de Bjerlev Hede, au Danemark, 12500 BC.

- Entre 15 500 et 13 500 AP : art pariétal à Altamira (Espagne)[28].

- 15 500-13 100 AP : culture de Hambourg ou Hambourgien, culture de chasseurs de rennes des plaines du nord-ouest de l'Europe de la fin du Paléolithique supérieur (12 700 ans à 12 200 av. J.-C.)[29].
- 15 245-14 300 AP : le site de Mezhyrich en Ukraine, daté entre 15 245 ± 1080 et 14 300 ± 300 ans avant le présent, contient quatre huttes en os de mammouth avec des foyers, des ateliers de taille et entourées de fosses remplies d'os. Un des cabanes, composée de 385 os de mammouth assemblés comme un igloo de 6 mètres de diamètre et 2,8 mètres de hauteur[30]. Sur le site de Mézine (Mezyn) en Ukraine, daté de 15 100 ± 200 ans avant le présent on a découvert cinq cabanes en ossements de mammouths[31]. Le village, qui comprend une cinquantaine de personnes, livre 113 238 objets lithiques (grattoirs, burins, pointes de silex), un riche matériel osseux (coins en os, pointes, aiguilles à chas, hameçons, sagaie portant de profondes rainures longitudinales afin de les garnir de microlithes) et deux bracelets en ivoire de mammouth, ornés de décors géométriques[32].

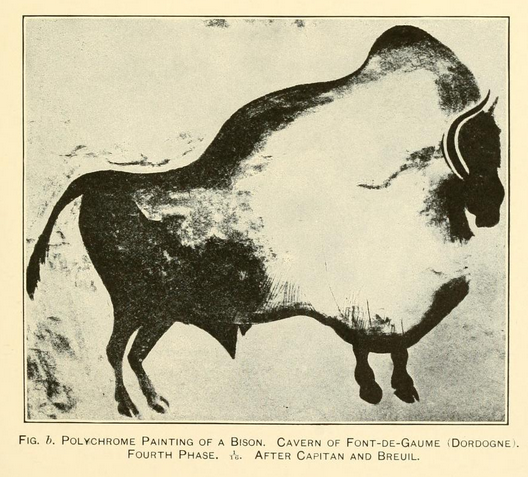
Bison de la grotte de Font-de-Gaume.

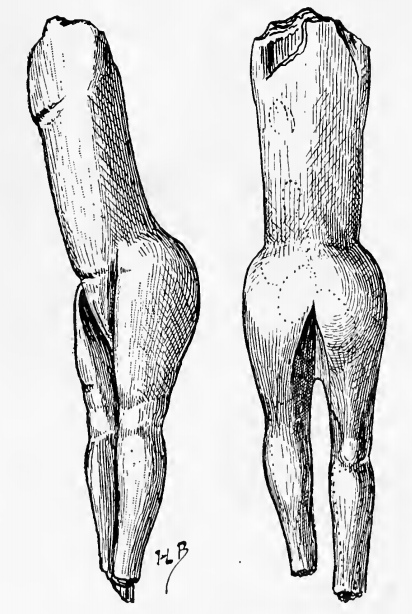
La Venus impudique de Laugerie-Basse, première des Vénus paléolithique découverte en 1864 par le marquis de Vibraye. Magdalénien moyen. Dessin de 1907.

- 15 000-13 500 AP : magdalénien moyen. Plein épanouissement de la culture magdalénienne. Essor des industries en matières dures animales (pointes de sagaies, harpons, foënes…) du magdalénien supérieur (jusqu'au Xe millénaire av. J.-C.).
  - peintures et gravures pariétales de la grotte de Rouffignac, en Dordogne, datées du magdalénien moyen, représentant 158 mammouths associés à des rhinocéros laineux, des bisons, des chevaux et des bouquetins[34].
  - le « faon aux oiseaux », un propulseur orné daté du Magdalénien moyen (15 000 à 13 500 ans avant le présent), découvert en 1940 par Marthe et Saint-Just Péquart dans la grotte du Mas-d'Azil. Le thème du « faon à l'oiseau » est attesté sur plusieurs sites, dont la grotte de Bédeilhac[35].
  - le site magdalénien de Laugerie-Basse, en Dordogne, livre un disque perforé de 3,1 cm de diamètre découpé dans une omoplate représentant un isard gravé sur les deux faces dont le mouvement est décomposé. Le pivotement rapide à 180° de l'objet, grâce à une corde torsadée, provoque un effet d'optique tenant compte de la persistance rétinienne, comparable à celui d'un thaumatrope. D'autres rondelles magdaléniennes, entières ou fragmentées, ayant les mêmes caractéristiques ont pu faire l'objet du même type d'expérimentation[36].

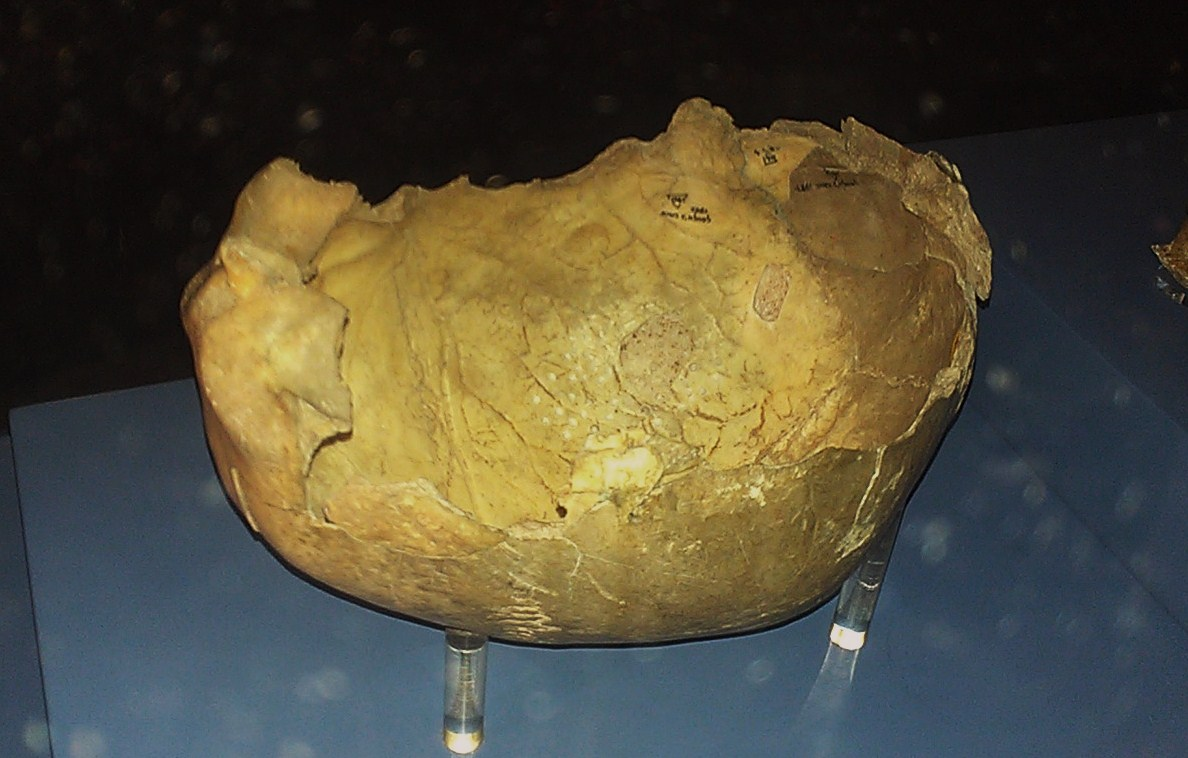
Un crâne humain de la grotte de Gough utilisé comme coupe.

- Entre 15 000 et 10 000 AP : gravures de la grotte des Combarelles et des peintures dans la grotte voisine de Font-de-Gaume (Dordogne), reconnues en 1901 et datées plus tard du Magdalénien moyen[37]. En 1902, l'existence de l'art préhistorique est officiellement admise par les scientifiques. D'autres sites sont découverts par la suite en France et en Espagne (Lascaux, Altamira, Niaux, Rouffignac, etc.). Au cours de ces dernières années, des œuvres d'art pariétal d'un âge voisin ont été découvertes dans d'autres régions du monde telles que l'Australie ou l'Afrique du Sud.
- Vers 15 000 AP : bison couvert de points rouges de la grotte de Marsoulas en Haute-Garonne[38].
- 14 700 AP : pratique du cannibalisme attestée par des marques de dents humaines sur plusieurs ossements d'Homo sapiens, dans la grotte de Gough, dans le Somerset (Angleterre) ; des calottes crâniennes ont été façonnées pour être utilisées comme des coupes à boire[39].